# Tomislav Vidović
Tomislav Vidović (1934. – 1985.) je bio hrvatski novinar i intelektualac.
Bio je novinar Oslobođenja. Okupljao se s istomišljenicima i u Čemernom i Sarajevu oko župnika Alojzija Žagara, koji je uživao veliki ugled koji i kod Hrvata i kod Muslimana, te partizana, jer je spasio poznatog njihovog zapovjednika Savu Kovačevića, a koji je svoj ugled koristio za dobrobit i spašavanje svih.
Vidović je svoje istomišljenike okupio u organizaciju Mladih Hrvata. Osnovni im je cilj bio proučavati hrvatsku povijest, hrvatski jezik, zatim intelektualno uzdizanje te umna izobrazba na temelju nauka Oca Domovine Ante Starčevića i Stjepana Radića. Mladi Hrvati bili su skupina mladih studenata iz Bosne i Hercegovine koji su 1950-ih razmišljali drugačije od drugih. Vidović je učio ljude kako se boriti za samostalnost Hrvatske. Njegov je rad zastrašio ondašnje vlasti. UDBA i komunistička partija prekinuli su rad te organizacije. Na propagandističkom sudskom procesu u Sarajevu, 18. prosinca 1959., osuđeni su na tešku tamnicu i dugogodišnju robiju.
Tomislav Vidović je osuđen na 15 godina, a pripadnici njegove skupine u Sarajevu, Travniku, Prozoru, Bugojnu, Širokom Brijegu, Varešu, Bosanskom Šamcu, Domaljevcu i Mostaru na zatvorske kazne od dvije do deset godina.
1962. je godine Rankovićev policijski režim pomilovao dio robijaša KPD Zenica, no ne i Slavka Miletića, Tomislava Vidovića, Andriju Radoša, Antu Bakovića i Vinka Vicu Ostojića.
Nakon nikad razjašnjenog povratka Krunoslava Draganovića, UDBA je od njega, između ostaloga, tražila i "detaljne podatke" za Tomislava Vidovića.
Svećenik Hrvoje Travnjanin Gašo napisao je knjigu Mladi Hrvati (Travnik - Đakovo - München, 2009.) kojom se pridonosi rasvjetljavanju života i djela Tomislava Vidovića i organizacije Mladih Hrvata.
Tomislav Vidović je umro pod nerazjašnjenim okolnostima[nedostaje izvor] u listopadu 1985. Obitelj je sumnjala da je Vidović ubijen otrovom, a to što autopsija tijela nije dopuštena premda ju je obitelj tražila, dodatno je raspirila te sumnje. U emigrantskom listu Hrvatska budućnost objavljeno je da je Vidović otrovan, no taj članak sadrži i određeni broj netočnosti iz Vidovićeve biografije.
Sestra Tomislava Vidovića, Ana Havel (1938. – 2012.) jedna je od utemeljiteljica HDZ-a BiH te pokretača tjednika Hrvatska riječ kojega je bila i glavna urednica prvih sedam godina postojanja.

## Vanjske poveznice
- Tinolovka News[neaktivna poveznica] (adresa neaktivna)